# Puma (Argentinië)

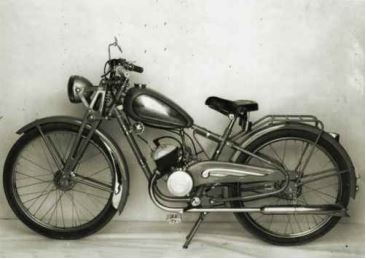
Puma 1

Puma is een historisch Argentijns merk van motorfietsen.
De bedrijfsnaam was: A. Converso y E. Laugero, San Francisco (Cba), Industria Argentina.
Dit bedrijfje maakte vanaf vanaf 1954 lichte motorfietsen en triporteurs met Sachs 98- tot 200cc-tweetaktmotoren. Rond 1960 werd de productie beëindigd.
Bronnen maken melding van het bestaan van het merk "Ancon", dat alleen in 1958 in Argentinië zou hebben bestaan. Zeer waarschijnlijk gaat het hier om een model van Puma, de Puma Ancon.